# Iablucine, Zinkiv
Iablucine (în ucraineană Яблучне) este un sat în așezarea urbană Opișnea din raionul Zinkiv, regiunea Poltava, Ucraina.

## Demografie
Componența lingvistică a localității Iablucine
     Ucraineană (100%)
Conform recensământului din 2001, toată populația localității Iablucine era vorbitoare de ucraineană (100%).